# Iwan Papanin
Iwan Dmitrijewicz Papanin (ros. Иван Дмитриевич Папанин, ur. 14 listopada?/26 listopada 1894 w Sewastopolu, zm. 30 stycznia 1986 w Moskwie) – radziecki badacz polarny, geograf i oceanograf, kontradmirał Marynarki Wojennej ZSRR, dwukrotny Bohater Związku Radzieckiego.

## Dzieciństwo i młodość

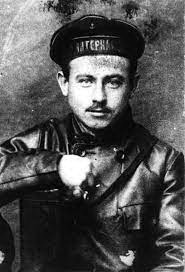
Papanin w 1918

Jego ojciec był marynarzem. Po ukończeniu szkoły podstawowej Papanin pracował w sewastopolskich zakładach produkujących przyrządy nawigacyjne. W 1914 został powołany do wojska – służył w warsztatach okrętowych floty w Sewastopolu.
Od 1917 był w Czerwonej Gwardii. Brał udział w wojnie domowej na Ukrainie i na Krymie. Uczestniczył w opanowaniu Sewastopola i Symferopola przez bolszewików. W 1920 był komisarzem zarządu operacyjnego sił morskich Frontu Południowo-Zachodniego, a od listopada tego roku komendantem krymskiej WCzK.
Od 1922 w Moskwie, gdzie był komisarzem administracji gospodarczej Zarządu Ludowego Komisariatu Spraw Morskich i 1923 w Ludowym Komisariacie Poczt i Telegrafów.

## Wyprawy polarne
W latach 1923–1925 przebywał w Jakucji w charakterze zastępcy dowódcy ekspedycji, której celem była budowa radiostacji. Kierownik polarnych stacji badawczych„Бухта Тихая” na Wyspie Hoockera na Ziemi Franciszka Józefa w 1932–1933 i na przylądku Czeluskin w 1934–1935.
Od 21 maja 1937 do 19 lutego 1938 był kierownikiem wyprawy badawczej wraz z Jewgienijem Fiodorowem, Ernstem Krenkelem i Piotrem Szyrszowem na pierwszej radzieckiej dryfującej stacji polarnej „Siewiernyj Polus-1”, za co 27 czerwca 1937 otrzymał tytuł Bohatera Związku Radzieckiego (pozostali uczestnicy tej wyprawy otrzymali ten tytuł w 1938).

## Działalność organizacyjna i naukowa
Od 1939 do 1946 kierował Gławsiewmorputem. W 1940 kierował operacją uratowania lodołamacza „Gieorgij Siedow”, za co po raz drugi otrzymał tytuł Bohatera Związku Radzieckiego.
5 maja 1943 otrzymał stopień kontradmirała.
W latach 1948–1952 był zastępcą dyrektora Instytutu Oceanologii Akademii Nauk ZSRR.
W latach 1937–1950 był deputowanym do Rady Najwyższej.

## Odznaczenia

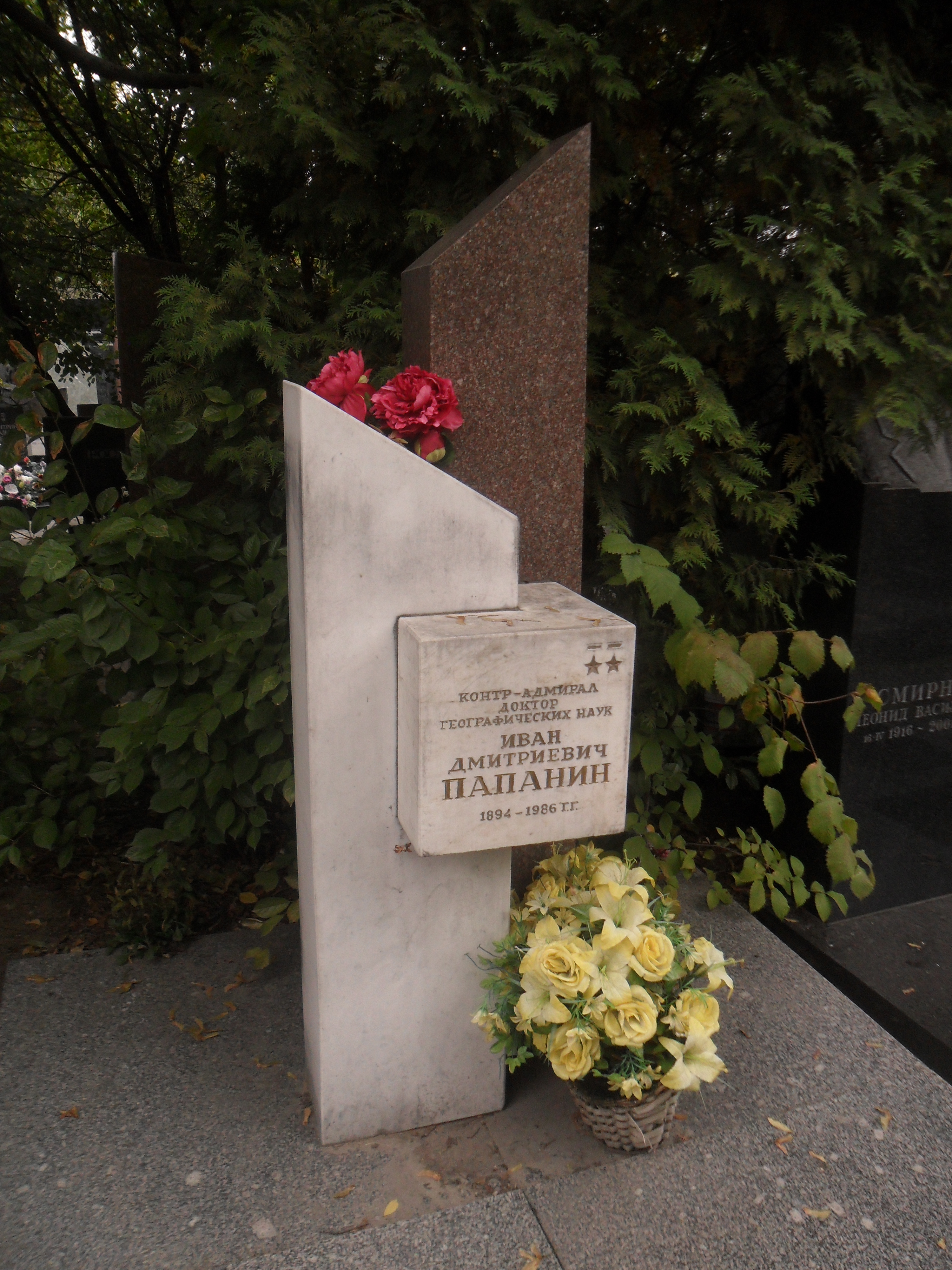
Grób Papanina na Cmentarzu Nowodziewiczym

- Bohater Związku Radzieckiego dwukrotnie (w 1937 i 1940)
- Order Lenina dziewięciokrotnie (1937, 1938, 1944, 1944, 1945, 1956, 1964, 1974, 1984)
- Order Rewolucji Październikowej (1971)
- Order Czerwonego Sztandaru (1922, 1950)
- Order Nachimowa I klasy (1945)
- Order Wojny Ojczyźnianej I klasy (1985)
- Order Czerwonego Sztandaru Pracy dwukrotnie (1955, 1980)
- Order Przyjaźni Narodów (1982)
- Order Czerwonej Gwiazdy (1945)

i wiele innych
Pochowany na Cmentarzu Nowodziewiczym w Moskwie.